# Берег (Верховазький район)
Бе́рег (рос. Берег) — присілок у складі Верховазького району Вологодської області, Росія. Входить до складу Чушевицького сільського поселення.

## Населення
Населення — 43 особи (2010; 47 у 2002).
Національний склад (станом на 2002 рік):
- росіяни — 100 %